# Teleférico de Portland
El Teleférico de Portland (Portland Aerial Tram u OHSU Tram, en inglés) es un teleférico en Portland, la ciudad más grande del estado de Oregón (Estados Unidos). Transporta pasajeros entre el distrito South Waterfront de la ciudad y el campus principal de la Universidad de Salud y Ciencias de Oregón (OHSU, por su sigla en inglés), ubicado en el barrio Marquam Hill. Es el segundo teleférico de pasajeros en los Estados Unidos, siendo el primero el Roosevelt Island Tramway, el teleférico de la ciudad de Nueva York. Recorre una distancia horizontal de 1 000 m y una distancia vertical de 150 m en un viaje que dura tres minutos.
El teleférico fue financiado conjuntamente por OHSU, la ciudad de Portland, y los dueños de propiedades en South Waterfront, con el grueso de la financiación procedente de OHSU; es propiedad de la ciudad, y OHSU está a cargo de su operación. Mientras que la mayoría de los pasajeros están vinculados a OHSU, el teleférico está abierto al público y funciona como parte de la red de transporte público de Portland, la que incluye un tranvía, el tren urbano ligero MAX, y los autobuses de TriMet (la agencia responsable por el transporte público en el área metropolitana de la ciudad). Tras su apertura en diciembre de 2006, el teleférico transportó a su pasajero N.º 1 000 000 el 17 de octubre de 2007, y su pasajero N.º 10 000 000 el 8 de enero de 2014. Un boleto de ida y vuelta cuesta $4, pero es gratuito para los pacientes de OHSU y ciertos visitantes; los empleados y estudiantes de OHSU viajan gratis mostrando sus tarjetas de identificación.
La construcción del teleférico costó $57 millones, casi cuatro veces más que el costo original estimado, lo cual fue una fuente de controversia (una de varias) en torno al proyecto.

## Descripción

### Ruta

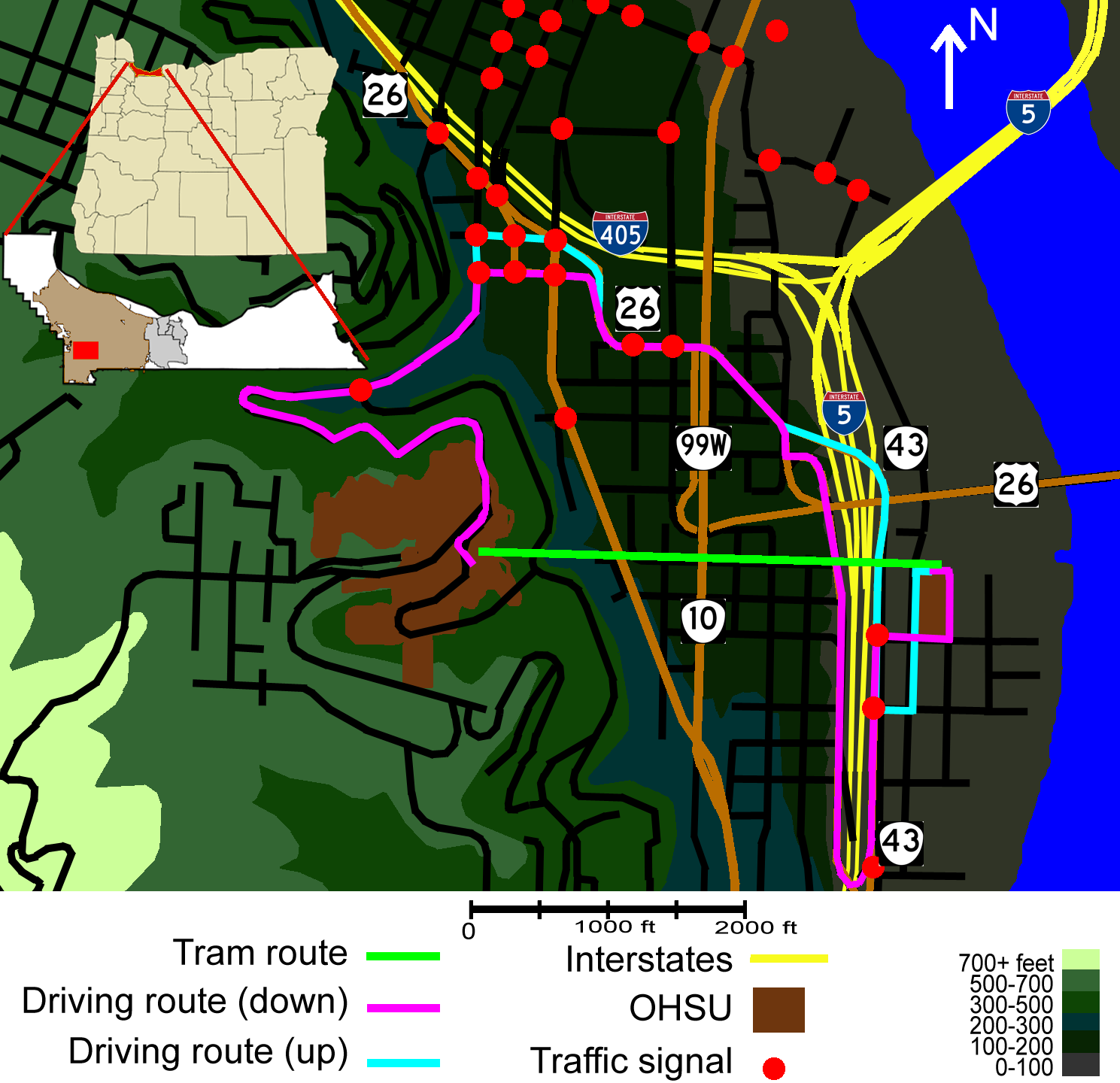
Rutas, otros elementos relevantes
Ruta del teleférico
Ruta para tránsito vehicular (descenso)
Ruta para tránsito vehicular (ascenso)
Carretera interestatal
Campus de OHSU
Semáforo
Elevación
213 m
152 m a 213 m
90 m a 152 m
60 m a 90 m
30 m a 60 m
0 a 30 mEl teleférico pasa sobre tres arterias importantes, una carretera interestatal y varios barrios. La ruta para tránsito vehicular en dirección oeste es color turquesa donde difiere de la ruta en dirección este.

El teleférico se compone de dos estaciones y una torre intermedia. Las dos cabinas del teleférico penden de cables portantes paralelos, y un cable accionado por un motor en la terminal inferior las mueve al unísono; cuando una cabina está en la terminal superior, la otra está en la terminal inferior, y viceversa. La estación inferior se encuentra junto a un edificio de OHSU en el barrio South Waterfront, al lado de una parada del tranvía que une el vecindario con el centro de Portland; la estación superior está situada junto al hospital de OHSU, en el campus de la universidad en la colina llamada Marquam Hill. Las dos estaciones están ubicadas exactamente en un eje este/oeste, separadas por una distancia horizontal de 1 km y una distancia vertical de 150 m. La distancia máxima entre el teleférico y el suelo es de 53,4 m.
El trayecto del teleférico pasa sobre la Carretera Interestatal 5 y también sobre arterias importantes como Barbur Boulevard, Naito Parkway (Ruta 10 de Oregón) y Macadam Avenue (Ruta 43 de Oregón). La torre intermedia se encuentra al este de la Carretera Interestatal 5, cerca de la terminal inferior. Como resultado de esta configuración, la mayor parte del viaje ocurre muy por encima de la superficie, por lo que el teleférico es fácilmente visible a distancia y proporciona a los pasajeros buenas vistas del este de la zona metropolitana y de las montañas en la cordillera de las Cascadas en Oregón y Washington. La alternativa a tomar el teleférico es viajar 3.1 kilómetros por la vía pública, con numerosos semáforos e intersecciones; este itinerario incluye un corto tramo de la Carretera Interestatal 26, así como el sinuoso camino Sam Jackson Park Road, que asciende por la falda de las montañas Tualatin al campus del hospital.

### Estructuras y cableado
La estación inferior (South Waterfront) aloja los motores del teleférico en un sótano de hormigón armado y también alberga instalaciones de venta de pasajes y la sala de control.
La estación superior es una torre independiente de acero y hormigón de 42,7 m de altura que alberga el contrapeso del teleférico. Está estructuralmente separada del hospital OHSU, que se encuentra muy cerca, y conectada con el noveno piso de este mediante un puente colgante sobre la calle SW Campus Drive, que serpentea por el centro de la universidad. La separación estructural entre el teleférico y el hospital es necesaria para evitar que las vibraciones de la maquinaria del teleférico interfieran con delicadas microcirugías realizadas en el hospital.
La torre intermedia de 60 m de alto permite que el teleférico se eleve rápidamente una vez que sale de la estación inferior para así mantener una altura adecuada sobre la Carretera Interestatal 5. La torre mide 6,7 metros de ancho y 6 metros de largo en la base, 2,4 m por 2,4 m en su parte más estrecha (a casi dos tercios de la altura de la torre desde la base) y 9,8 m por 2,4 m al tope. Descansa en un dintel de 1,5 m de espesor apoyado en 35 pilares. La torre fue fabricada en la cercana ciudad de Vancouver, Washington, y transportada en barcazas río arriba, en tres piezas, por el río Willamette.
Las dos plataformas y la torre intermedia contienen cerca de 1 250 toneladas de acero y 450 toneladas de hormigón; las cargas laterales en la plataforma superior oscilan entre 2,2 millones y 3,6 millones de newtons de fuerza.
Cada cabina del teleférico se desliza en un par de cables portantes de acero de 49 mm de diámetro; en total, hay cuatro cables. La tensión en los cables portantes combinados es de más de 4,4 millones de newtons. Un quinto cable, el cable motriz, es un lazo continuo que se enrolla alrededor de la rueda que controla el accionamiento en la estación inferior, luego se conecta a una de las cabinas, pasa por una rueda de contrapeso en la estación superior, después se conecta a la otra cabina, y finalmente vuelve al punto inicial. La longitud del cable motriz es de más de 2100 m

### Cabinas

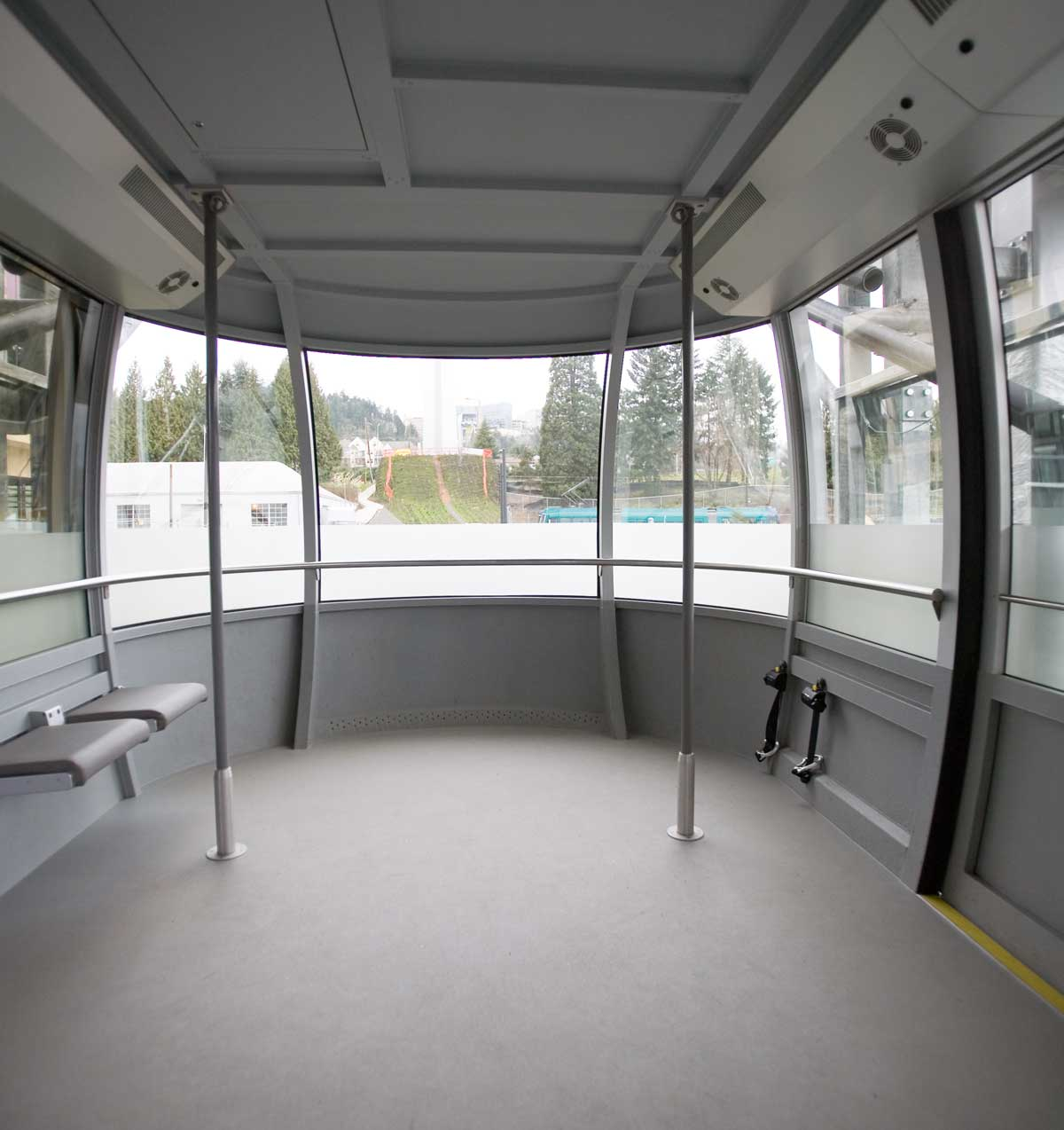
Interior de la cabina del teleférico de Portland

Las cabinas del teleférico pesan aproximadamente 12 toneladas y miden 7,5 m por 3,3 m. Cada una tiene una capacidad de más de 13 toneladas y hay espacio suficiente en la cabina para 78 pasajeros y un operador. Los teleféricos fueron construidos por la firma Gangloff Switzerland en Berna, Suiza, y su forma y color encarna la visión del estudio de arquitectura de “burbujas flotando en el cielo". La superficie de las cabinas refleja y refracta la luz, minimizando su impacto visual en el barrio que está debajo. Las cabinas del lado sur y del lado norte se llaman Jean y Walt respectivamente; fueron llamadas así en honor de Jean Richardson, la primera mujer que se graduó como ingeniera en la Universidad Estatal de Oregón, y de Walt Reynolds, el primer afroamericano que se graduó de OHSU, conocida en aquella época como Escuela de Medicina de la Universidad de Oregón.

### Propulsión y sistemas de seguridad
El teleférico es propulsado por tres sistemas independientes. La unidad principal es un motor eléctrico de frecuencia variable de 450 kilovatios. Dos motores diésel hidrostáticos también son parte del diseño: uno es un motor de emergencia que permite el funcionamiento durante un corte de energía; el otro es una unidad para evacuación de emergencia. Un contrapeso de 40 toneladas compensa el peso de las cabinas. El teleférico puede alcanzar una velocidad de hasta 35 kilómetros por hora.
Además del sistema de propulsión redundante, el teleférico cuenta con otras numerosas características de diseño que garantizan la seguridad de los pasajeros y de las personas debajo de su ruta. Los sistemas de comunicación permiten que los pilotos de las cabinas del teleférico se comuniquen con la sala de control. Los sistemas automáticos de control y supervisión monitorean el estado de los cables y de los sistemas de accionamiento. El teleférico fue diseñado para operar sin problemas en el Pacífico Noroeste, región propensa a los terremotos, con un diseño estructural que excede los estándares antisísmicos de los Estados Unidos; también puede funcionar con vientos sostenidos de hasta 80 km/h.

### Funcionamiento
El teleférico funciona de lunes a viernes de 5:30 a. m. a 9:30 p. m. y los sábados de 9:00 a. m. a 5:00 p. m., hora del Pacífico. Está cerrado los domingos y los días feriados, excepto durante el verano, cuando hay un servicio los domingos a la tarde. La tarifa es de $4 por viaje de ida y vuelta, y el pasajero la paga cuando viaja desde South Waterfront a Marquam Hill (no a la inversa). El teleférico es gratuito para los empleados, estudiantes, pacientes y visitantes de OHSU. Se puede comprar un pase anual por 100$. Se aceptan pases de TriMet, C-Tran (la agencia a cargo del transporte público en el área metropolitana de Vancouver, Washington) y el tranvía de Portland. El trayecto en el teleférico normalmente dura tres minutos.
Los funcionarios de transporte originalmente estimaban que el teleférico transportaría a más de 1 500 personas por día, una cifra que se esperaba aumentare a 5 500 en 2030. Estas estimaciones iniciales resultaron ser conservadoras: el teleférico atrajo un millón de pasajeros en sus primeros 10 meses y medio de funcionamiento, y al 8 de enero de 2014 tenía un promedio diario de 3.370 pasajeros.

## Historia

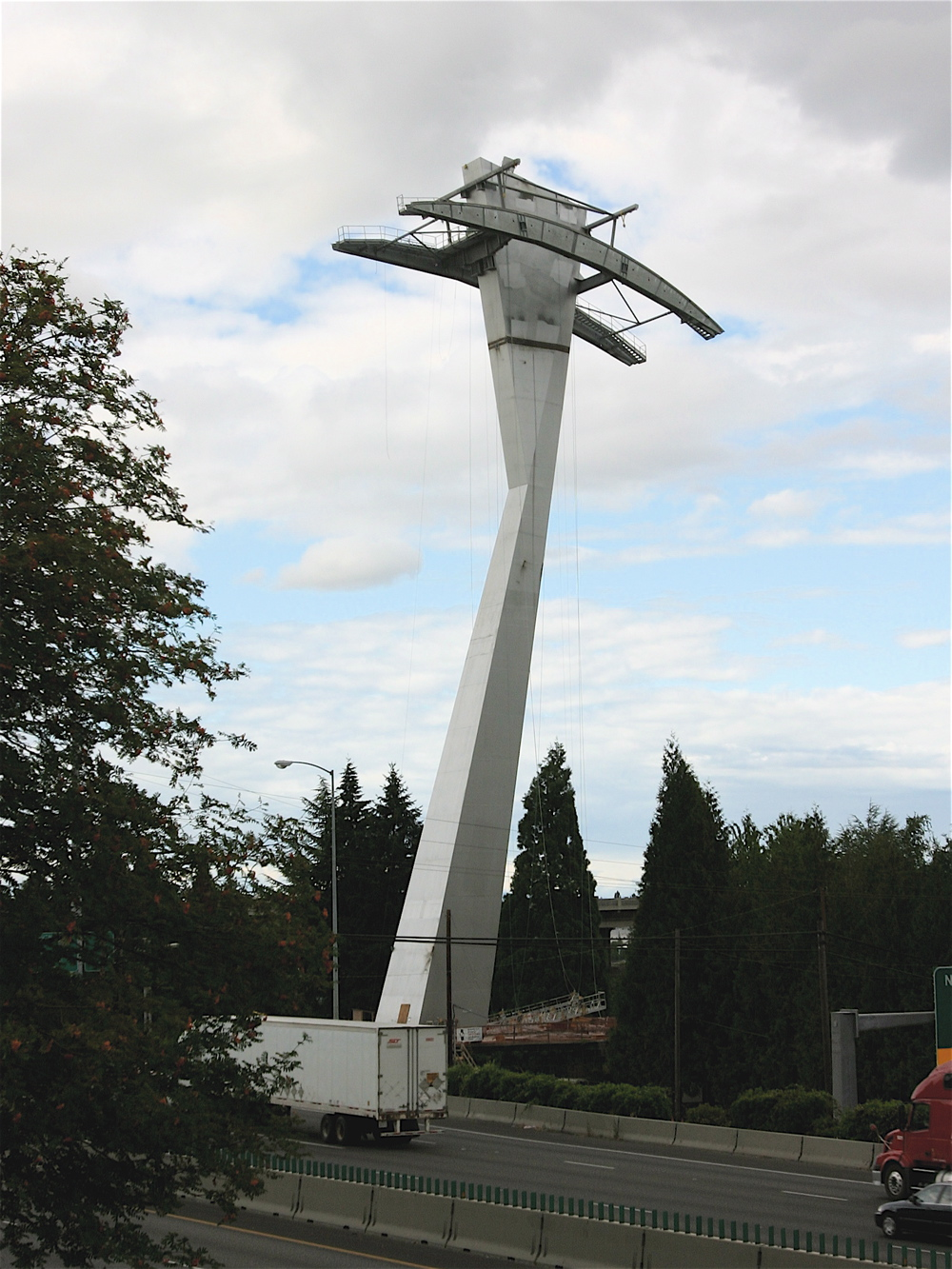
La torre intermedia del teleférico, en construcción. Está junto a los carriles en dirección norte de la Carretera Interestatal 5.

A finales de 2001 OHSU compró una propiedad en la zona de South Waterfront (entonces conocida como North Macadam), con planes de expansión. Después de estudiar varias formas de transporte, incluyendo autobuses de enlace, telecabinas, túneles e incluso funiculares para conectar el campus principal de OHSU en Marquam Hill con el área de expansión prevista, la universidad solicitó el apoyo de la ciudad para la construcción de un teleférico.

### Planificación y diseño
A principios de 2002, se formó Portland Aerial Transportation, Inc. (PATI), una entidad sin fines de lucro. Una de sus primeras acciones públicas fue pedir al Departamento de Transporte de Portland (PDOT, por sus siglas en inglés) que llevara a cabo un análisis independiente de las opciones de conexión consideradas anteriormente por la universidad y los partidarios de su proyecto de expansión. En mayo de 2002 el Ayuntamiento de Portland aceptó la propuesta del proceso de análisis que haría PDOT y también aceptó a PATI como patrocinador del proyecto. La evaluación de PDOT llegó a la misma conclusión que OHSU había alcanzado antes: un teleférico era el método de transporte preferido. PDOT también recomendó un segundo tren que conectara la zona de Marquam Hill con un centro de tránsito en SW Barbur Boulevard. En julio de 2002 el Ayuntamiento aceptó las recomendaciones de PDOT y pidió a PDOT y a PATI que pasaran a la fase de diseño, incluyendo un concurso de diseño. También se les pidió a ambas entidades que trabajaran con los residentes de los barrios afectados para identificar maneras de mitigar el impacto del teleférico y para determinar otras mejoras en el vecindario que en su opinión deberían acompañar el proyecto; uno de los resultados de ese proceso fue el puente peatonal Gibbs Street, que se completó a mediados de 2012.
El concurso de diseño comenzó identificando cuatro empresas que participarían en él. Empezó oficialmente en enero de 2003, con firmas de Nueva York, Ámsterdam y Los Ángeles/Zúrich como finalistas. El 26 de marzo de 2003 se anunció la ganadora, Angelil Graham Pfenninger Scholl, con sede en Los Ángeles/Zúrich. En noviembre PATI eligió a Doppelmayr CTEC para diseñar, fabricar e instalar el teleférico. La primera revisión pública del estado del proyecto fue en noviembre de 2003.

### Construcción y apertura
La construcción comenzó en agosto de 2005; durante el verano de ese año se realizó trabajo de construcción en ambas plataformas y la torre intermedia. La mayor parte de la construcción tomó lugar en 2006. Los motores y otros equipos se instalaron durante la primavera y principios del verano de 2006, y a ello le siguió la instalación de los cables a finales del verano y principios del otoño.
El 29 de octubre de 2006 las dos cabinas del teleférico llegaron desde Suiza después de una demora de una semana. El viaje inaugural del teleférico se realizó el 9 de noviembre de 2006; cuatro trabajadores del equipo de construcción del teleférico, suspendidos por un arnés del techo y del brazo que sujeta la cabina al cable, fueron los primeros en hacer un recorrido de prueba. Las pruebas en el teleférico continuaron durante noviembre. El teleférico abrió sus puertas a los empleados de OHSU el 15 de diciembre de 2006, y al público el 27 de enero de 2007.

## Financiación y sobrecostos
Durante su construcción, el costo del proyecto rebasó significativamente los cálculos originales; terminó costando casi cuatro veces la cifra estimada al principio, lo que prácticamente llevó a la cancelación del teleférico a mitad de camino. Los costos de operación son casi el doble de las proyecciones originales. Cuando la ciudad aprobó el proyecto del teleférico, quedó entendido que OHSU pagaría por la mayor parte.  Mientras que el porcentaje pagado por los contribuyentes ha crecido, OHSU pagó el 85% del costo total del teleférico, aunque este funciona como parte de la red de transporte público.

### Cálculos iniciales y financiación
El presupuesto original para el teleférico, publicado en noviembre de 2002, fue de $15,5 millones, con exclusión de los costos intangibles, como la gestión del proyecto y los honorarios del arquitecto. Las fuentes de financiamiento para los $15,5 millones incluyen una contribución directa en efectivo de $4 millones de OHSU; $9,5 millones de los distritos locales de mejoramiento establecidos para financiar la construcción del teleférico (la porción de OHSU es de $4,8 millones, mientras que los restantes $3,7 millones los pagan otros dueños de propiedades en el Distrito de Mejoramiento Local de South Waterfront); y $2 millones vienen de la ciudad a través de la Comisión de Desarrollo de Portland
En abril de 2004 se llevó a cabo la segunda revisión pública para presentar las recomendaciones sobre el proyecto antes de que el concejo municipal las evaluara en mayo. Para entonces los costos se estimaban en $28,5 millones, incluyendo los costos intangibles. La porción de la ciudad en ese momento era de $3,5 millones. En abril de 2005, el precio se reajustó de nuevo a $40 millones, con un retraso en la construcción de seis meses; dichos cambios fueron atribuidos al aumento del costo del acero, la baja del dólar, y modificaciones al diseño técnico. En octubre The Oregonian informó que la suba en el precio del acero había llevado a que las ofertas de licitación elevaran el costo del proyecto (incluyendo fondos de contingencia) a $45 millones. Se esperaba que el incremento fuera absorbido a través de contribuciones del área de South Waterfront para renovación urbana que de otro modo se hubieran invertido en calles y parques.

### Revisión del proyecto

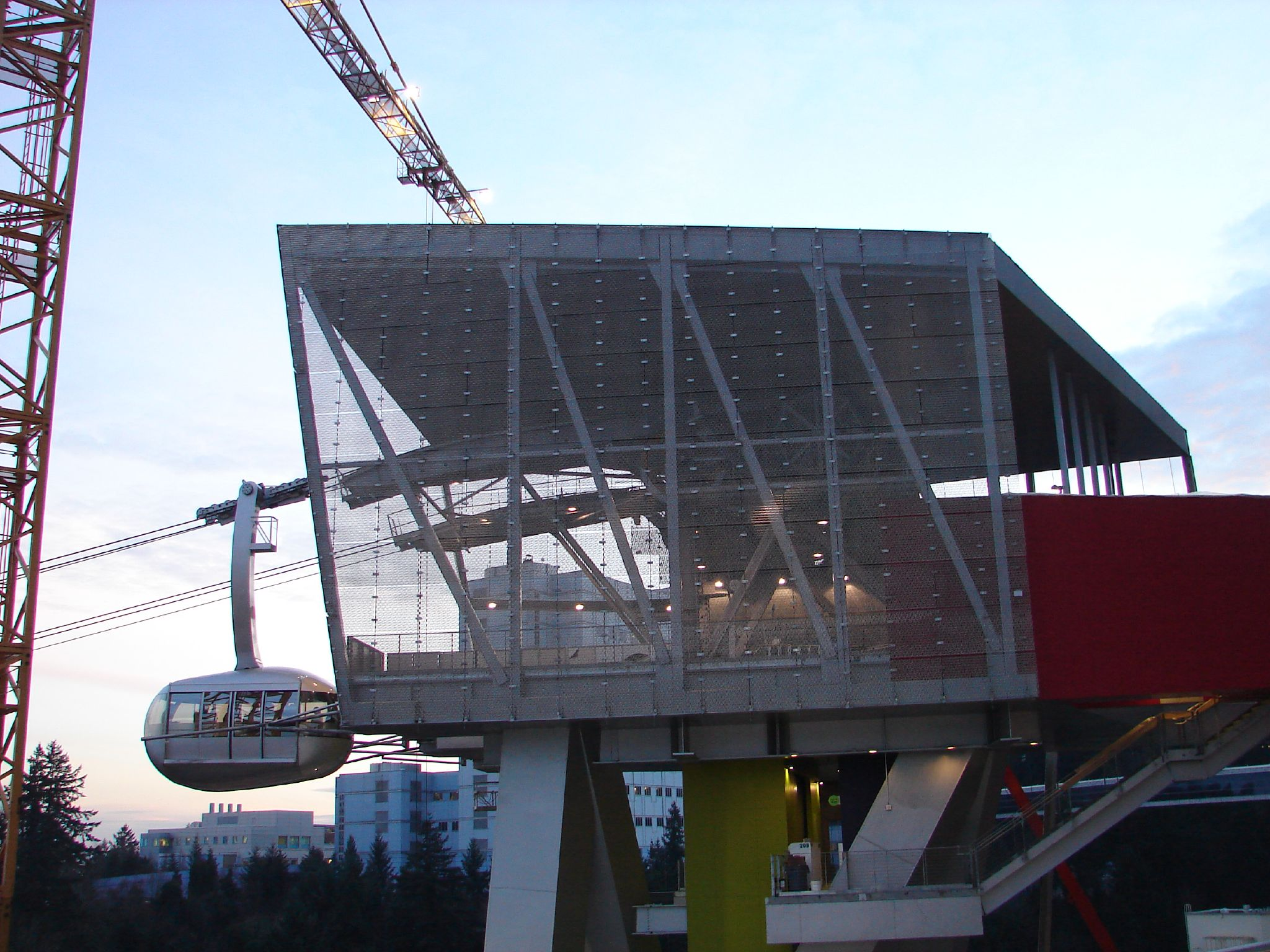
Una cabina del teleférico al entrar en la terminal superior.

En enero de 2006 el concejal de Portland Sam Adams, quien heredó la supervisión del proyecto, emprendió varias acciones en respuesta a los crecientes costos. El director ejecutivo de PATI fue destituido, y durante un mes se llevaron a cabo una evaluación de riesgos y una auditoría independientes; los resultados se publicaron el 1 de febrero de 2006. En este punto se había completado más de un tercio de la construcción.
La auditoría reveló que el personal directivo de OHSU sabía ya en 2003 que el costo del teleférico estaría muy por encima de la cifra original de $15,5 millones, en parte debido a un cambio en la ubicación de la terminal superior para permitir un programado proyecto de construcción del hospital, pero había ocultado esa información a los líderes de la ciudad. Esto dio lugar a que se criticara públicamente a los directivos de OHSU, con el concejal de la ciudad Randy Leonard acusándolos de cometer una "estafa... todo a expensas de los contribuyentes". Como resultado, la ciudad de Portland amenazó con retirar la financiación con el teleférico a medio construir, lo que probablemente hubiera hundido el proyecto. OHSU protestó vigorosamente, amenazando con hacer juicio si se cancelaba el teleférico, y afirmó que la ciudad era responsable de cubrir cualquier déficit presupuestario. A ello le siguieron negociaciones entre la ciudad, OHSU y los contratistas, y en abril de 2006 se acordó un plan de financiación y un presupuesto revisados, con 3 votos a favor y 2 en contra en el concejo de la ciudad. Este plan de financiación revisado requería concesiones de todas las partes involucradas y establecía un presupuesto final de $57 millones, con aportes de la ciudad de $ 8,5 millones, o cerca del 15% del presupuesto total. Lo dispuesto en este presupuesto final se llevó a cabo. 

### Costos de operación
Los costos de operación del teleférico también son más altos de lo esperado. Originalmente, se esperaba que fueran de $915 000 al año, pero ahora se espera que sean de $1,7 millones. En consecuencia, se decidió que el pasaje, que originalmente iba a costar solo $1,70, costaría $4 dólares, casi lo mismo que dos boletos de TriMet válidos en todas las zonas ($4,60). Los empleados, estudiantes, pacientes y visitantes de OHSU están eximidos, así como los que tienen pases de TriMet o del tranvía de Portland, o pases del servicio rápido de C-Tran (para las líneas que van al centro de Portland desde Vancouver). Los costos de operación se dividen entre la ciudad y OHSU en proporción a la cantidad de pasajeros (es decir, si el 85 % de los pasajeros está vinculado a OHSU, OHSU paga el 85% de los costos de operación.)

## Respuesta de la comunidad
Incluso antes de los sobrecostos que plagaron el diseño y la construcción del teleférico, el proyecto había sido objeto de críticas por parte del público. Muchos de los residentes de los barrios bajo la ruta del teleférico objetaron a su presencia. Tanto el aumento de costos en sí mismo como lo que el público percibió como maquinaciones de los funcionarios han sido motivo de controversia. Algunos consideran que el proyecto es un mal uso de fondos públicos sin importar su costo, ya sea porque no ofrece beneficios a aquellos no asociados con OHSU, o debido a su oposición a este tipo de proyectos en general.

### Objeciones de los barrios bajo la línea del teleférico

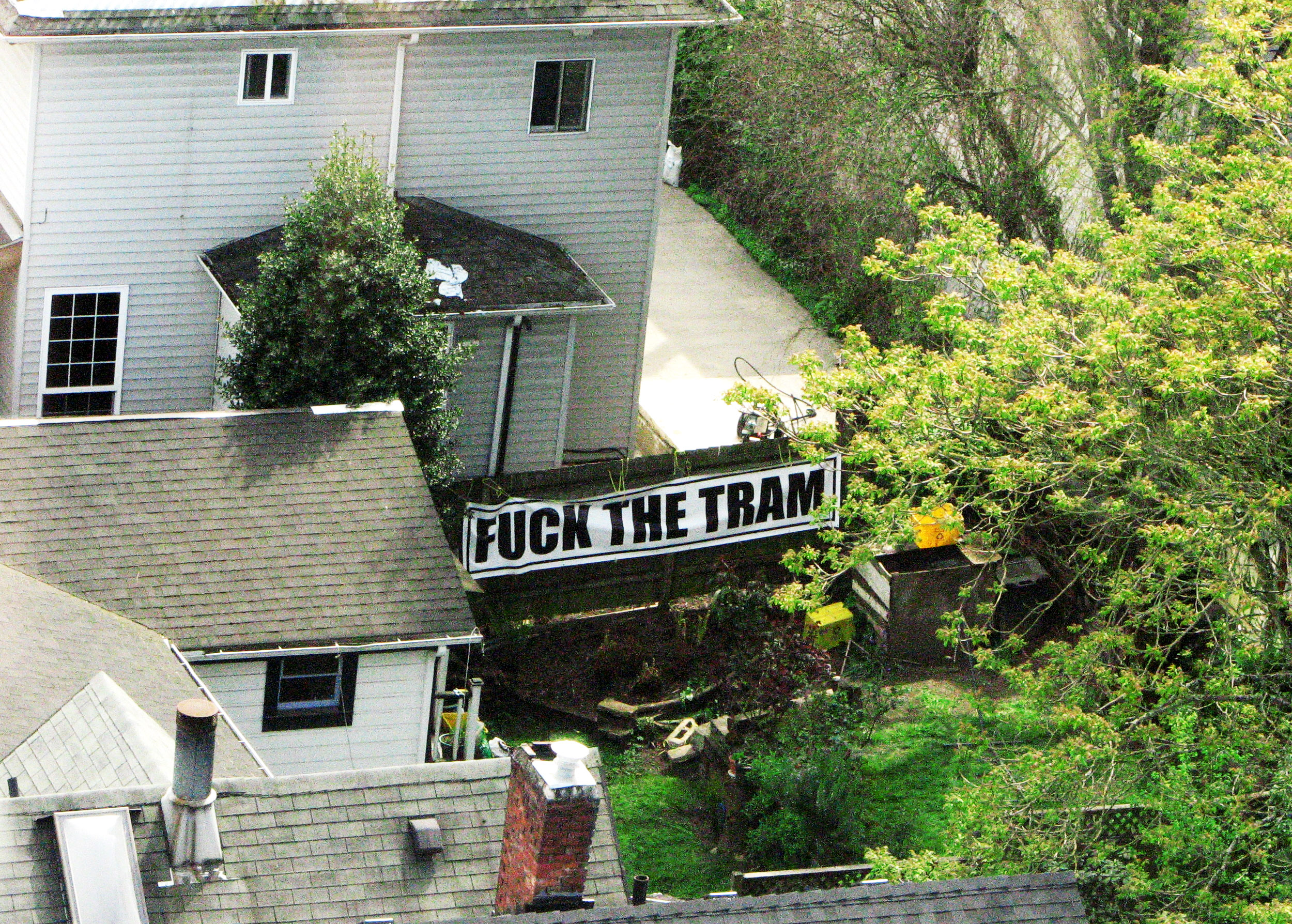
El polémico cartel de Auld, visto desde el teleférico.

Muchos de los residentes de los barrios Corbett-Terwilliger y Lair Hill, sobre los que pasa el teleférico, temían que las cabinas violaran su privacidad y en consecuencia el valor de las propiedades bajara. Inicialmente, se prometió a los vecinos que los cables aéreos de energía irían bajo tierra, pero cuando aumentaron los costos este plan fue desechado. Los opositores del teleférico que viven en el vecindario han citado otras razones para su oposición, entre ellas el hecho de que la zona de North Corbett es un distrito histórico que aparece en el Registro Nacional de Lugares Históricos. Algunos residentes presentaron una demanda judicial contra la ciudad y contra OHSU, alegando que poseen el "espacio aéreo" encima de sus propiedades; la ciudad más tarde ofreció comprar las viviendas que están directamente debajo de la línea del teleférico a su justo valor de mercado.
Incluso después de su terminación, el teleférico sigue siendo impopular entre algunos que viven debajo de su ruta. En abril de 2007, Justin Auld, dueño de una casa debajo de la línea del teleférico, colocó un cartel en el techo que decía "A LA MIERDA CON EL TELEFÉRICO" en letras grandes; el cartel no es visible desde la calle, solo desde el aire. Las autoridades investigaron si el cartel violaba alguna ley. La publicidad generada por el cartel hizo que las autoridades de la ciudad negociaran discretamente con el propietario, y el cartel ha sido movido y el improperio, cubierto.

### Preocupación en torno al costo
Tanto OHSU como la ciudad de Portland han recibido muchas críticas por la escalada de costos del proyecto. La estación de televisión local KATU comparó el precio del teleférico de Portland con el de un nuevo teleférico en Jackson Hole Mountain Resort, que fue construido por la misma empresa, y que de acuerdo a las proyecciones (en 2007) transportaría 28% más pasajeros a una distancia tres veces y media más larga y ocho veces más alta, pero a un costo de solo $25 millones.
Los partidarios del teleférico, sin embargo, afirmaron que muchos de los aumentos estaban justificados, o se debían a circunstancias más allá del control de la compañía de construcción. El informe del auditor, encargado en 2006, felicitó al teleférico como "una instalación imponente, única en su tipo, que se convertirá en un hito en Portland", y señaló que lo diseñado era difícil de construir y requería una torre alta, delgada y compleja, y una terminal superior elevada, con mucha carga, a erigirse con márgenes de tolerancia muy estrechos.
Entre los riesgos especiales citados se incluyen:
- un sitio extremadamente limitado para la construcción de la terminal superior;
- la combinación de complejos sistemas mecánicos y eléctricos europeos con una sofisticada estructura de acero e infraestructura de EE. UU. presentaba desafíos técnicos y riesgos debido a conflictos entre las dos culturas empresariales y los procedimientos de gestión;
- la necesidad de instalar cables de teleférico sobre una autopista interestatal y carreteras estatales.[53]

Además, se afirma que los cambios en la planificación retrasaron la finalización del teleférico. Uno de los diseñadores del teleférico señaló que "si sumamos todas las veces que dimos marcha atrás para tratar de ahorrar dinero, es probable que hayamos perdido un año. Tal vez nos ahorramos $2 millones, pero, ¿qué perdimos? Si hubiéramos tenido un año más, eso hubiese significado mucho".

### Inquietud sobre subvenciones injustificadas a corporaciones

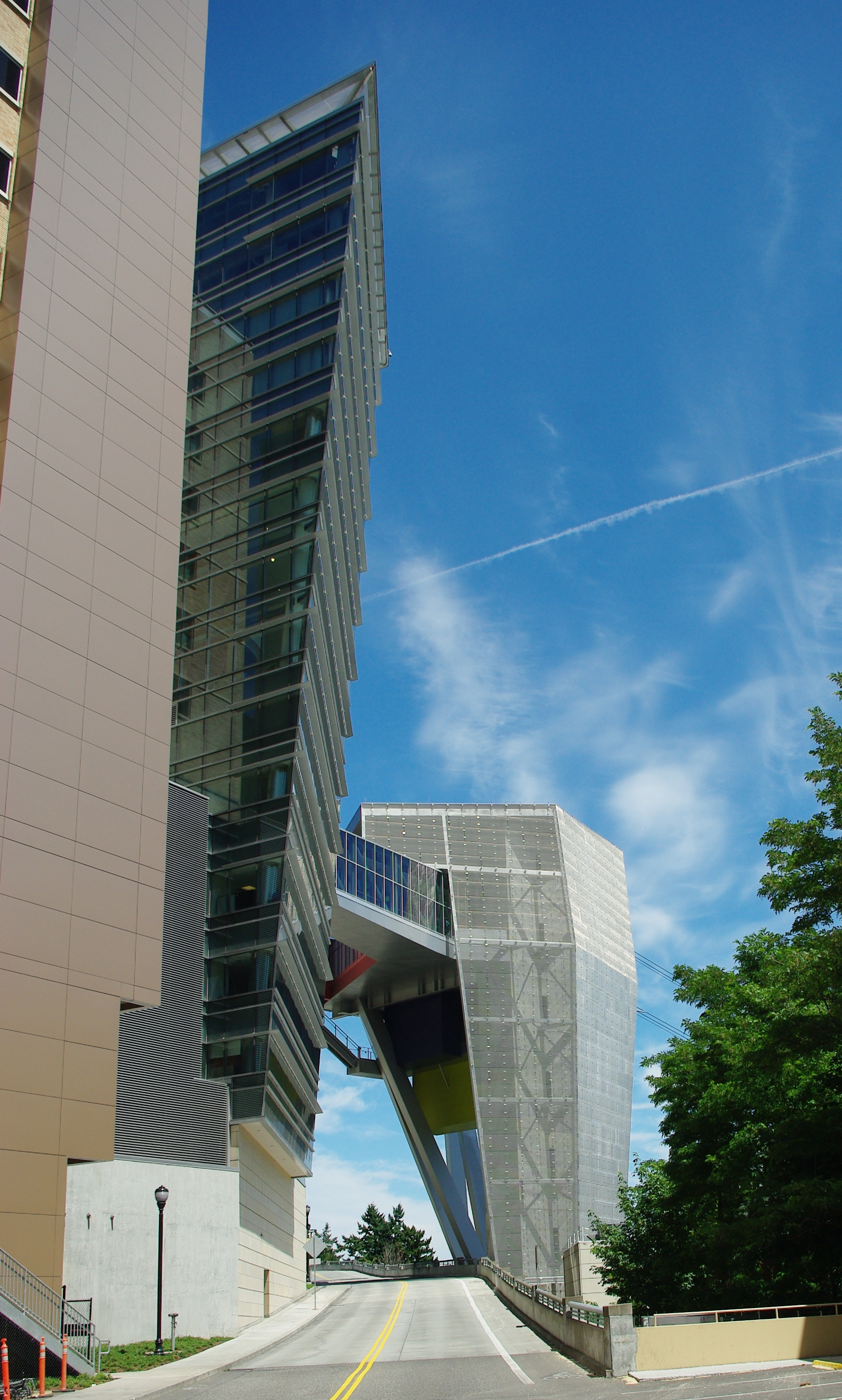
La terminal superior con el hospital de OHSU a la izquierda.

Algunos críticos citan el teleférico como un ejemplo de "asistencia social" para OHSU con limitados beneficios para el público. Mientras que el público puede acceder fácilmente a la estación inferior, el acceso a la estación superior requiere pasar a través del hospital OHSU. Un estudio realizado por OHSU en 2001, antes de que el teleférico fuera diseñado, predecía que el teleférico tendría 4.700 pasajeros por día en 2030, siendo los usuarios no vinculados a OHSU menos de una quinta parte (850) de ellos. Cascade Policy Institute, un grupo de investigación libertario local, criticó el proyecto debido a que “pequeños grupos de intereses privados lo empujaron a toda marcha a través del proceso político”, y expresó dudas de que la construcción del teleférico creara nuevos puestos de trabajo.
Otros argumentan que si bien la escalada de costos públicos es un problema real, la importancia que tiene el crecimiento sostenido de OHSU para la economía de la ciudad debe tenerse en cuenta también. No solo es el mayor empleador de la ciudad, sino además un vehículo importante y efectivo para atraer tanto fondos federales, que sumaron más de 168 millones de dólares durante el año 2005, como mano de obra altamente calificada a la zona. El crecimiento en el campus en Marquam Hill está limitado por las vías de acceso y el estacionamiento, y su expansión probablemente causaría un daño más grave a las comunidades circundantes.

## Impacto arquitectónico y visual
El teleférico ha sido elogiado por su impacto visual. El crítico Jeff Jahn, de PortlandArt.net, lo llamó "el elemento arquitectónico más importante que se ha añadido a Portland desde el Edificio Portland, de Michael Graves, en 1980”. El teleférico también ha ganado varios premios de arquitectura, entre ellos el Premio de Honor NEXT del Instituto Americano de Arquitectos (sección de Los Ángeles) en 2006, y el Premio Presidencial a la Excelencia del Instituto Americano de Construcción en Acero en 2007.
De acuerdo al concejal Sam Adams, no se consideró una alternativa más barata, que hubiera cambiado el diseño de la torre al estilo reticulado utilizado en torres de transmisión eléctrica, debido a que el resultado hubiera sido una "telesilla fea en un centro de esquí barato", y hubiese dejado a la ciudad con una "postal fea" que podría haber durado 100 años.